# سیارک ۹۵۲

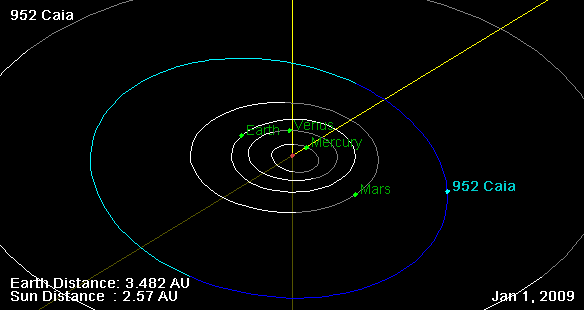
نمایی از محل قرارگیری سیارک ۹۵۲ در مدار – ۲۰۰۹

سیارک ۹۵۲ (به انگلیسی: 952 Caia، نامگذاری:1916S61) نهصد و پنجاه و دومین سیارک کشف شده‌است که در ۲۷ اکتبر ۱۹۱۶ و در رصدخانه سایمیز کشف شد.
قدر مطلق سیارک برابر ۹٫۲۰ است.